# ラウターブルンネン駅
座標: 北緯46度35分54秒 東経07度54分28秒 / 北緯46.59833度 東経7.90778度
ラウターブルンネン駅（英: Lauterbrunnen railway station）は、スイスのベルン州、ラウターブルンネン村にある駅である。

## 接続
駅には、ウェンゲン経由クライネ・シャイデック行きのヴェンゲルンアルプ鉄道やミューレン行きのラウターブルンネン-ミューレン山岳鉄道が発着する。